# Windows-Fotoanzeige
Die Windows-Fotoanzeige (früher Windows-Fotogalerie davor Windows Bild- und Faxanzeige) ist ein Anwendungsprogramm zum einfachen Anzeigen digitaler Bilder. Das Programm wurde zusammen mit Windows XP erstmals veröffentlicht und ist seither ein fester Windows-Bestandteil. Unter Windows 10 und 11 wurde Windows-Fotoanzeige durch Microsoft Fotos ersetzt, welche unter Windows 11 nun wieder Windows-Fotoanzeige heißt. Die alte Version kann im Microsoft Store als Foto Legacy abgerufen werden.

## Funktionen und Eigenschaften
Die Windows-Fotoanzeige kann digitale Bilder in den gängigsten Formaten anzeigen und diese auf Wunsch auch in verschiedenen Größen ausdrucken. Auch das Drehen von Bildern ist möglich, hierbei wird die Originaldatei ohne Nachfrage überschrieben durch die verlustbehaftet gedrehte Version des Bildes.
Unter Windows XP wird anders als die meisten Windows-Programme die Windows-Fotoanzeige nicht aus einer EXE-Datei ausgeführt, sondern aus einer DLL-Datei, genauer gesagt: C:\WINDOWS\system32\shimgvw.dll.
Seit Windows Vista ist es wieder eine normale EXE-Datei.

## Geschichte
Die erste Version des Programms erschien mit der Veröffentlichung von Windows XP im Oktober 2001. In Windows XP hieß das Programm noch Windows Bild- und Faxanzeige. Dieses ersetzte das Programm Imaging, welches in früheren Versionen von Windows zum Einsatz kam. Mit der Veröffentlichung von Windows Vista im Januar 2007 folgte eine komplett überarbeitete Version. Nun hieß das Programm Windows-Fotogalerie. Sie wurde optisch an die ebenfalls mit Windows Vista eingeführte Aero-Oberfläche angepasst. In Windows 7 wurde das Programm schließlich in Windows-Fotoanzeige umbenannt. Allerdings ignoriert auch diese Version das rotation flag, sodass im Hochformat aufgenommene Bilder nicht korrekt angezeigt werden. Die Version aus Windows 8.1, welche identisch ist mit der aus Windows 8, bringt keine sichtbaren Neuerungen.

Windows Bild- und Faxanzeige unter Windows XP
Windows-Fotogalerie unter Windows Vista
Windows-Fotoanzeige unter Windows 7